# Brigada Alexandroni
La Brigada Alexandroni (en hebreu: חטיבת אלכסנדרוני) és una unitat militar de les Forces de Defensa d'Israel que va lluitar en la guerra àrab-israeliana de 1948. Juntament amb la 7a brigada blindada, les dues unitats van tenir 139 morts durant la primera batalla de Latrún en l'operació Ben Nun Alef (un intent de conquerir l'àrea de Latrún). Actualment, és una unitat de reserva.